# Steuerparadoxon
Das Steuerparadoxon ist eine von Carl Föhl aufgestellte Hypothese, wonach alle Steuerarten – also auch die Gewinnsteuern – im Rahmen der Steuerüberwälzung auf Nachfrager überwälzbar seien. Es spielt in der Investitionsrechnung eine große Rolle.

## Allgemeines
Man spricht vom Steuerparadoxon, wenn der Kapitalwert einer Investition nach Einbeziehung von Steuern höher ist als ohne Steuern. Das Paradoxon besteht darin, dass normalerweise der Kapitalwert durch Einbeziehung der Steuern sinkt und nicht steigt. Die Erklärung ist darin zu sehen, dass Investitions-Alternativen – wie etwa die Kapitalanlage am Geldmarkt – ebenfalls der Besteuerung unterliegen und von dieser sogar stärker betroffen werden. Dadurch sinken die Opportunitätskosten der Investition, wodurch deren Vorteilhaftigkeit steigt.

## Inhalt
Prämissen sind gleichbleibende Investitionsausgaben und ein vollkommen elastischer Kapitalmarkt. Diese Aussage erscheint paradox, weil sie suggeriert, dass ein Investor durch seine Steuerzahlungen profitieren könne.
Durch die Staatsausgaben der vormals als Steuereinnahmen vereinnahmten Steuern steige die gesamtwirtschaftliche Nachfrage nach Gütern und Dienstleistungen, ohne dass sich das Güterangebot ausdehne, wodurch der Spielraum für Preissteigerungen eine Steuerüberwälzung schaffe. Deshalb seien nicht nur die klassisch überwälzbaren Steuern (indirekte Steuern) auf den Steuerdestinatar überwälzbar, sondern alle Steuern. Vorausgesetzt wird hierbei, dass die Nachfrageelastizität unendlich hoch ist.

## Investitionsrechnung
Steuern haben – neben anderen ökonomischen Größen – Einfluss auf eine Investitionsentscheidung. Investitionen können in bestimmten Fällen einen negativen Kapitalwert vor Steuern aufweisen, bei der Nachsteuerbetrachtung kann er jedoch vorteilhaft sein. Eine Senkung der Gewinnsteuern kann – entgegen der landläufigen Erwartung – den Kapitalwert senken. Auch dies wird Steuerparadoxon genannt. Die Steuerzahlungen führen einerseits ceteris paribus zu einem sinkenden Kapitalwert. Andererseits können Zahlungsreihen mit lediglich geringem Zahlungsüberschuss negative Gewinngrößen ergeben, die zu Steuererstattungen in vorangegangenen Rechnungsperioden führen, wodurch der Kapitalwert steigt. Voraussetzung für dieses Steuerparadoxon ist mindestens ein steuerlich wirksamer Verlust.

## Sonderfall des Edgeworth-Steuerparadoxons
Francis Ysidro Edgeworth zeigte 1897 den Sonderfall auf, dass Steuern auf zwei Komplementär- oder Substitutionsgüter eines Monopolisten nach erfolgreicher Marktanpassung nicht zu einer Preiserhöhung, sondern zu einer Preissenkung führen können. Dies ist jedoch nicht nur ein Steuerparadoxon, sondern es kann auch auf alle den Güterpreis erhöhenden Kosten ausgedehnt werden.

## Wirtschaftliche Aspekte
Die Vorteile einer Investition ergeben sich aus dem Zinsspareffekt der investitionsbedingten Abschreibungen sowie dem Steuerbelastungseffekt, der den Kapitalwert nach Steuern senkt, weil bei einem höheren Grenzsteuersatz auch mehr Steuern fällig werden. Da es aber zur Steuererstattung kommt, mit der Fremdkapital abgebaut werden kann, ergibt sich ein geringerer Zinsaufwand und es kommt zu einer relativen Ersparnis im Vergleich zu anderen Investitionsalternativen, bei denen die Steuern sofort fällig werden (etwa Abzugsteuern vom Zinsertrag einer Kapitalanlage).
Vorausgesetzt wird, dass der positive Zinsspareffekt größer ist als die negative Steuerlast, in der betreffenden Rechnungsperiode muss bereits mindestens ein Jahresfehlbetrag eingetreten sein und tatsächlich muss Fremdkapital abgebaut werden. Die Investition darf mithin nicht vollständig durch Eigenkapital finanziert worden sein.

## Kritik
De Thesen von Föhl lösten eine umfangreiche Debatte („Föhl-Kontroverse“) aus, da sie im Gegensatz zur bisherigen mikroökonomischen Nichtüberwälzungsthese standen, weil die Prämisse unveränderter Konsum- und Investitionsausgaben wegen erhöhter Gewinnbesteuerung unhaltbar ist. Eindeutige Aussagen über die Überwälzbarkeit von Gewinnsteuern können kaum getroffen werden. Es gilt lediglich allgemein, dass Gewinnsteuern wie andere Steuerarten dann überwälzbar sind, wenn eine vollkommen unelastische Nachfrageelastizität (die Güternachfrage ist vom Marktpreis unabhängig) vorhanden ist. Föhl selbst nahm drei Jahre nach seinem Aufsatz zu der Kritik Stellung.